# 海蛟大隊
海蛟大隊（Fast Attack Boat Combat Group，縮寫：FABG），是中華民國海軍轄下曾經存在的一支艦隊，主要由快速攻擊艇、飛彈快艇構成，為國軍制海反艦任務的重要角色；後因精粹案實施，海蛟大隊於2014年11月1日被裁併至海軍第一三一艦隊。

## 背景

### 前身

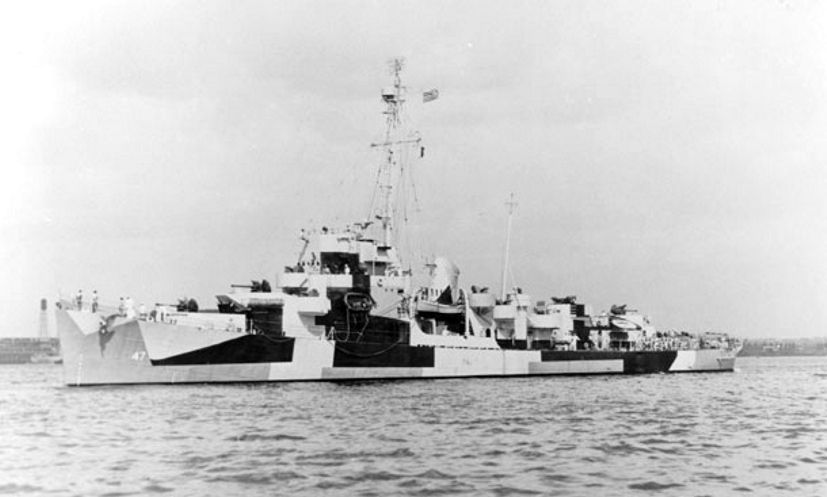
1944年8月30日，停泊在波士頓海軍造船廠的USS Decker (DE-47)，即之後的太平艦。

1954年，太平艦被解放軍擊沉後，台灣青年發動集體捐款建造新艦的運動

1954年11月14日，太平号护航驱逐舰在大陳島海域遭中國人民解放軍海軍的魚雷快艇夜襲擊沉。當時，中國青年反共救國團「台南工學院直屬支隊」發起了鼓勵捐款的「建艦復仇運動」；中華民國海軍利用這筆經費向日本採購了復仇級魚雷快艇2艘，並商請日本技術專家改造遺留在台灣的庫存空射魚雷作為武裝運用，並向美國海軍申請軍援魚雷快艇作為假想敵任務用途。最後在1957年獲得6艘魚雷快艇，復仇、雪恥、反攻、掃蕩、復國及建國六艘艦艇依序編入海軍魚雷快艇大隊，此即為海蛟大隊之前身。

### 成軍至裁撤
1975年，中華民國國防部計劃將雄風一型反艦飛彈改裝至魚雷快艇上做為小型反艦載台，後奉時任中華民國行政院院長蔣經國核准成立「海鷗計劃室」，開始執行研發飛彈快艇；1978年12月16日，美國政府與中華民國政府斷交、承認中華人民共和國政府，台灣人民再發起自強救國基金的捐款行動；中華民國國軍利用這筆經費向以色列採購2艘毒蜂級飛彈快艇，海軍並仿製他們，建造出更大規模的飛彈快艇部隊。
1979年5月16日，運用此筆捐款獲得的12艘海鷗級飛彈快艇「海軍快速突擊艇大隊自強中隊」在左營成軍，同年11月16日與原魚雷快艇大隊併編為海蛟大隊。
海蛟大隊全盛期曾下轄六個中隊、50艘左右的飛彈快艇，分駐宜蘭蘇澳、臺北淡水、澎湖馬公、高雄左營、臺南安平、連江東引等基地。
海鷗級飛彈快艇因使用鋁合金船體，結構疲勞及損害較不容易修復，臺灣海峽的環境亦對小型艇不友善，船隊很快即出現老化徵兆。1999年，海軍公布新一代飛彈快艇，即稱為光華六號飛彈快艇的研發。光華六號飛彈快艇自2009年起開始交船，一直到2011年底共生產約30艘，汰換海鷗級飛彈快艇。
2014年11月1日，由於精粹案裁軍計畫，海蛟大隊遭到裁撤；飛彈快艇部隊移編至海軍第一三一艦隊，並新成立「二三二戰隊」將飛彈快艇作戰一、二、三中隊、錦江級12艘平均分隸屬於二一二、二三二及二五二戰隊，與錦江級巡邏艦混合編隊執行巡邏任務。

## 裝備
- 復仇級魚雷快艇
- 毒蜂級飛彈快艇
- 海鷗級飛彈快艇
- 光華六號飛彈快艇